# Devise (monnaie)
Pour les articles homonymes, voir Devise.
Au sens strict, une devise est une unité monétaire acceptée par un pays étranger, tandis que la « monnaie » est celle de son pays.
Elle est émise le plus souvent sous le contrôle d’une banque centrale (mais peut aussi être émise à partir d’un fond de panier collectif en multiples devises, géré par une organisation internationale adossée à plusieurs banques centrales indépendantes où ces fonds sont garantis par le dépôt de réserves).
Chaque pays a une monnaie officielle sur son territoire déclinée en moyens de paiement ayant cours légal. Cependant plusieurs pays peuvent :
- utiliser la même monnaie (cas de l’euro avec les pays membres de l’Union monétaire européenne, ou encore du Liechtenstein en union monétaire avec la Suisse — avec le franc suisse) ;
- adopter une devise étrangère comme unité monétaire légale : cas de Panama et de l'Équateur (avec le dollar américain), ou encore du Vatican, de Saint-Marin, de Monaco et d'Andorre, et de facto du Kosovo et du Monténégro (avec l'euro).

Pour des raisons pratiques, une devise a souvent des subdivisions, légales ou traditionnelles : 1/1000 (les millimes du dinar tunisien), 1/100 (les eurocents de l’euro), 1/20, 1/10, 1/8, 1/4 (le quarter américain)…

## Devises contemporaines

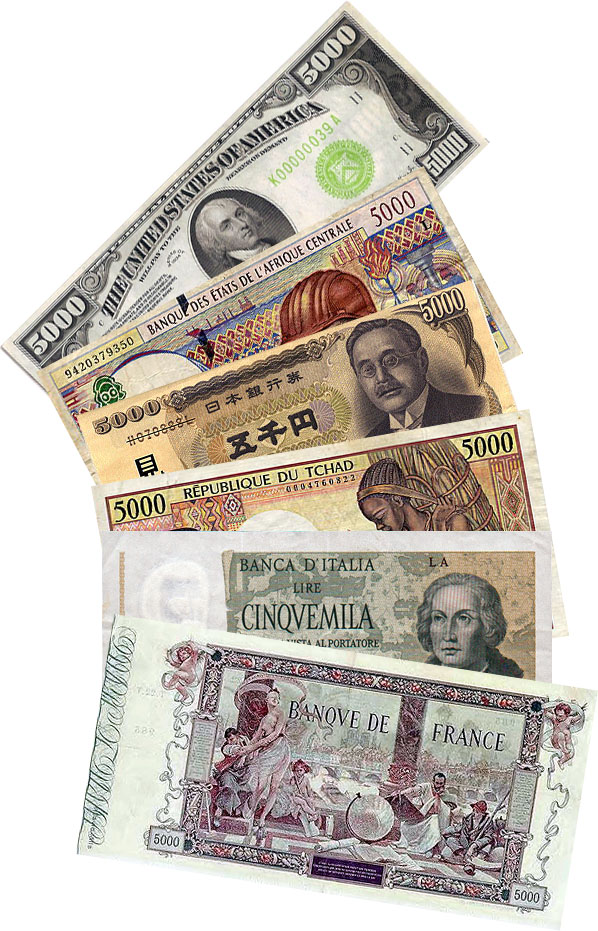
Exemple de quelques billets de 5000. De haut en bas : dollars américains, francs CFA d'Afrique centrale, yen, francs CFA du Tchad, lires italiennes, anciens francs français.

La norme ISO 4217 codifie chaque devise avec l'aide de trois lettres : les deux premières précisent le pays et la dernière généralement son initiale (toutefois le code peut changer en cas de redéfinition de la devise sans changement de son nom).
Ainsi les dollars américains et canadiens sont codés respectivement USD (US=United States, D=dollar) et CAD (CA=Canada), la livre britannique GBP (GB=Great Britain, P=pound). L’euro est une exception codé EUR car il concerne plusieurs pays de l‘Union européenne (EU = Union européenne), ainsi que plusieurs autres pays qui bien que non membres officiels de l’Union monétaire, y participent avec l’accord de la Commission européenne, ou par suite d’accords ou traités internationaux, ou de quelques pays européens qui l’utilisent de facto (en absence de banque centrale autonome).

## Symboles monétaires

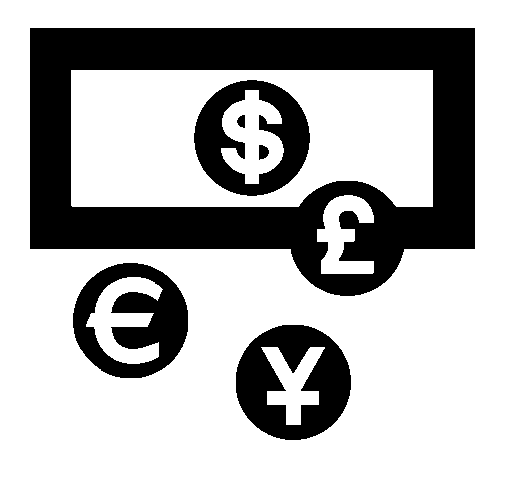
Logo symbolisant l'échange de devises.

Ils ont été rendus obsolètes par la norme ISO 4217 pour un usage international, ils restent utilisés et même recommandés pour un usage national.
Quelques symboles :
- $ : dollar ou peso
- € : euro : monnaie des pays membres de l’Union monétaire européenne, et monnaie officielle de l’Union européenne (pour ses institutions)
  - ¢ : cent : un centième de dollar (utilisation occasionnelle, parfois utilisé aussi pour l'eurocent, ou la centième partie de diverses devises).
- ₣ : franc : ancienne devise française (selon la police d’écriture à la forme d’un F barré, symbole proposé en France par Édouard Balladur en 1988 mais jamais adopté, ou la forme d’une ligature Fr)
- £ : livre sterling (pound) : devise du Royaume-Uni
- ₽ : rouble : Russie, Biélorussie, Transnistrie
- ₷ : spesmilo : monnaie internationale proposée en 1907 par les locuteurs d’espéranto
- ₩ : won : Corée
- ¥ : yen : Japon
- Ұ : yuan : Chine (le véritable symbole est ¥ ; mais pour ne pas le confondre avec celui du yen japonais, il est d'usage de ne mettre qu'une seule barre)

## Cotation des devises
Le cours des devises (taux de change entre deux devises) est déterminé sur les marchés internationaux.
D'après un rapport de la Banque des règlements internationaux (BRI), ce sont plus de 5 000 milliards de dollars qui ont été échangés quotidiennement au cours de l'année 2013.

## Monnaies proposées
- AFRO (Union monétaire africaine)
- Amero, dans l'Union monétaire d'Amérique du Nord.
- Unité monétaire asiatique, proposée pour ASEAN +3 ou Communauté est-asiatique (en)
- Bancor, une monnaie internationale proposé par John Maynard Keynes dans les négociations qui ont établi les Accords de Bretton Woods.
- CARICOM[Quoi ?][1], pour les États des Caraïbes (à l'exception des Bahamas).
- Florin caribéen, pour remplacer le Florin des Antilles néerlandaises à Curaçao et Saint-Martin.
- Shilling est-africain, pour la Communauté d'Afrique de l'Est (Burundi, Kenya, Rwanda, Tanzanie, Ouganda).
- Eco, pour Zone monétaire ouest-africaine (Gambie, Ghana, Guinée, Nigeria, Sierra Leone et possiblement le Liberia).
- Gaucho (monnaie) (en), entre Argentine and Brésil.
- Khaleeji (monnaie) (en), pour le Conseil de coopération du Golfe (Bahreïn, Koweït, Oman, Qatar, Arabie saoudite, Émirats arabes unis).
- Mozambican metica (en), au Mozambique.
- Perun, au Monténégro.
- Stelo, monnaie internationale utilisée par les espérantophones lors de rencontres espérantophones
- Toman, remplacement du rial iranien proposée par la Banque centrale d'Iran.